# Ceviche
Il ceviche, cebiche, seviche o sebiche, è un piatto a base di pesce e/o frutti di mare crudi e marinati nel succo di limone, insieme ad alcune spezie come il peperoncino e il coriandolo, riconosciuto dall'UNESCO come  della cucina tradizionale peruviana e patrimonio culturale immateriale dell'umanità sebbene faccia anche parte della gastronomia di vari paesi dell'America Latina che si affacciano sull'Oceano Pacifico, quali Colombia, Cile, Perù, Ecuador, Panama, Messico, El Salvador, Nicaragua, Costa Rica e Guatemala.

## Origine ed etimologia
Per l'etimo della parola ceviche, sono state fatte diverse ipotesi. L'Accademia Reale Spagnola propone nel suo dizionario, che la parola cebiche possa aver avuto origine dall'arabo ﺳكباج (sikbāǧ) e attraverso contaminazioni successive, sia giunto a noi come, assukkabāǧ: "metodo per conservare il cibo mediante alimenti acidi", come l'aceto, da cui deriva anche l'escabeche preparato in Spagna.
Secondo lo storico peruviano Javier Pulgar Vidal, il nome seviche deriva dalla parola quechua siwichi, che significa "pesce fresco" o "pesce tenero". Un'altra ipotesi propone che le parole siwichi e sikbaǧ siano state mescolate dagli spagnoli durante la conquista dell'Impero Inca.
Uno studio dello storico Juan José Vega suggerisce come origine il termine arabo Sibesh (ﺳبش). Si racconta come le donne moriscos, catturate durante le guerre dalle milizie Cattoliche in Granada, mescolassero con il pesce crudo il succo d'arancia e succo di limone.
Vi sono altre fonti che affermano che "cebiche" derivi dalla parola "cibo". Così veniva chiamata l'esca utilizzata dai pescatori di origine africana lungo le coste peruviane. Nel momento in cui il padrone dell'imbarcazione ordinava il pranzo, divideva il pesce crudo avanzato come esca con i pescatori; siccome era scadente se non puzzolente, i pescatori solevano unirgli del limone, dell'aglio e della cipolla allo scopo di renderlo più gradevole. Così al posto di "cibo", la parola si è modificata in "cebiche".
Sull'origine della ricetta, esistono diverse interpretazioni. La sua preparazione avrebbe origini sul mare, mentre alcune teorie la situano presso la gastronomia dei popoli indigeni, situati lungo la costa dell'oceano Pacifico del Sudamerica e lungo le coste peruviane: precisamente nei pressi di Trujillo, Chiclayo, Piura e Lima. Secondo fonti storiche peruviane, il ceviche è originario in primo luogo, presso la cultura mochica, lungo il litorale del loro attuale territorio.

## Il Ceviche nelle nazioni sudamericane

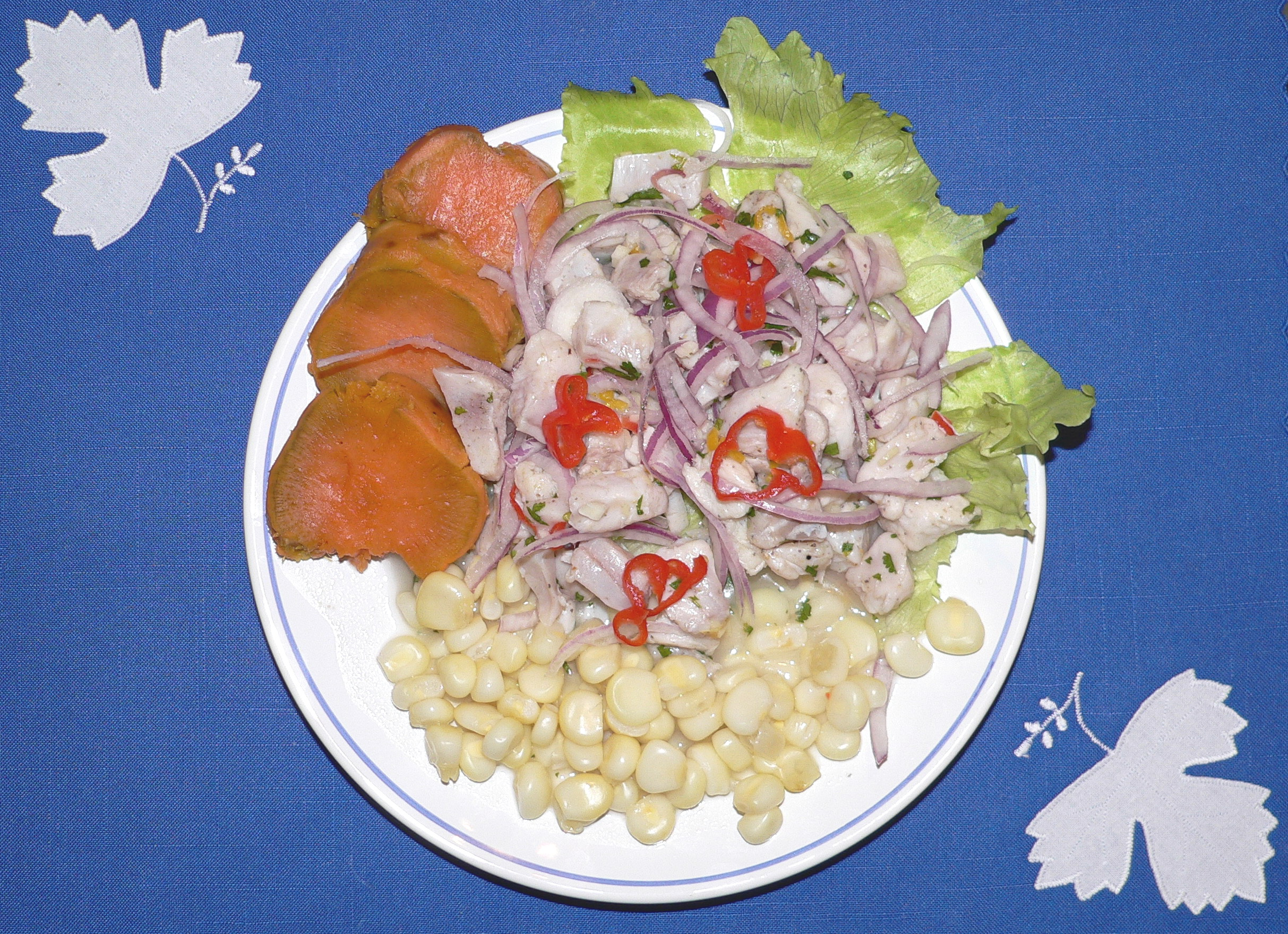
Ceviche peruviana

### In Perú
In Perù, il ceviche è un piatto tradizionale diffusissimo su tutto il territorio nazionale, ed altamente apprezzato, al punto che viene considerato formalmente come patrimonio culturale della nazione peruviana. La sua origine risale all'epoca pre-colombiana. Il piatto viene servito in un particolare ristorante conosciuto come cevichería.

#### Storia
Nell'antico Perù, durante l'epoca mochica, circa duemila anni fa, si preparava un piatto a base di pesce crudo, che si cucinava con il succo fermentato di tumbo, Passiflora tripartita della varietà mollissima, un frutto tipicamente locale. Durante l'impero Inca il pesce veniva macerato con la birra. Alcune cronache riportano che al largo della costa peruviana si consumava il pesce con il sale e il peperoncino giallo, o con il chili.
Successivamente, a causa della conquista spagnola vennero aggiunti due ingredienti comuni della cucina mediterranea: il limone e la cipolla. La diffusione della coltivazione del limone in terra peruviana ha consentito di ridurre il tempo di preparazione di tale ancestrale piatto, favorendone così la sua diffusione.
Lo studioso Jaime Ariansen nel 1820 menziona questa ricetta in una canzone popolare dal titolo La Chica : i soldati indipendentisti, infatti, intonavano: "Venga la guatia Un liguero en Europa...: The "Guatia"..., dopo il sebice, che ancora ci invita a bere e a eccitarci ....". Questa canzone fu scritta da José Bernardo Alcedo e José de la Torre Ugarte, autori dell'inno nazionale del Perù.
Manuel Atanasio Fuentes scrive in una cronaca del 1866 che: "I cibi prevalentemente nazionali sono tanto piccanti, quanto aggradano al piacere del popolo ... però quello più piccante, quello in grado di strappare una lacrima, dopo la gelosia, è il cebiche". Lo stesso autore ha segnalato in una cronaca del 1860 che la preparazione del seviche si realizzava a quel tempo, con cubetti di pesce, peperoncino, sale e succo di arancia. Altra testimonianza dell'epoca è riportata da Juan de Arona, che nel 1867 che ci ha deliziati con questi versi: "Vorrei che la mia musa canti / o per lo meno decanti / un giusto tormento / le delizie del piccante / e del peruano sevice".

#### Ricetta base
Gli ingredienti fondamentali di qualsiasi ceviche del Perù sono: pesce, succo di limetta (un particolare tipo di limone, piccolo, verde, e molto acido della specie Citrus × auruntifolia, anche chiamata in altri paesi lima agraria), peperoncino e sale. A tali ingredienti si possono aggiungere cipolla rossa della varietà juliana, coriandolo e sedano. Preferibilmente il pesce deve essere pescato con le reti o con gli ami, per evitare di lacerarne eccessivamente le carni.
Per prepararlo, si mescola il pesce con questi ingredienti, lasciandolo marinare fino al gusto desiderato. In alcuni luoghi come Lima nel Perù si suole prepararlo e servirlo all'istante in modo che il pesce non si amalgami con il limone, in questo modo i gusti rimangono distinti.
Nelle regioni del sud, a partire dal dipartimento di Arequipa, non è strano che lo si trovi unito al sedano tritato e leche de tigre (latte di tigre), una bevanda con la quale si mescolano assieme tutti gli ingredienti del ceviche, che mantiene un leggero sapore piccante e acido e ricostituente. La cultura gastronomica locale lo raccomanda come colazione per i nottambuli e come afrodisiaco.
Esiste una varietà chiamata leche de pantera (latte di pantera), a causa del colore scuro che si produce dal ceviche di Anadara tuberculosa (conchiglia nera) e una sua variante chiamata conchiglia bianca (in questo caso il liquido prodotto è bianco). Questi particolari ceviche si possono trovare presso la costa, nel dipartimento di Piura, e nel dipartimento di Tumbes, fino alla costa del Pacifico centroamericano.
Il ceviche peruviano tradizionalmente si serve in un piatto piano, sia come antipasto, che come pranzo. Nello stesso modo nell'alta cucina lo si può trovare servito in larghe coppe e, più recentemente, venduto nelle strade come snack nello stile fast food.

#### Specialità
Esistono differenti tipi di ceviche, piatti simili derivati da quello che ha ottenuto grande popolarità. Importante è segnalare che non tutti i ceviche sono a base di pesce, per esempio si usano anche le carni rosse, i frutti di mare, i crostacei e i vegetali.

##### Tipi di ceviche
- Ceviche di pesce: È il tipo più comune di ceviche che consiste di piccoli cubetti di pesce mescolati con sale e limone. Si può completare la sua preparazione secondo i gusti dei commensali. Il ceviche si prepara soprattutto con filetto di pesce, anche se a volte, come nella regione di Piura si usa lo sgombro. Varietà di pesce utilizzati: lenguado, pejerrey, sgombro, sardina, cernia, trota ed altri.
- Ceviche misto: Il ceviche misto è quello che possiede gli stessi ingredienti del ceviche normale, al quale si aggiungono diversi crostacei e accompagnato con patate dolci e decorato con foglie di lattuga.
- Ceviche di conchiglia nera: È il piatto tipico della costa di Tumbes e Piura, a base di conchiglia nera o Anadara tubercolosa e marinato nel modo classico: limone di Chulucanas e condito con cipolla rossa, aglio, peperoncino, con il rocoto, un particolare peperoncino peruviano ricavato dal Capsicum pubescens. Si accompagna con il chifles, una banana fritta a fette sottili, dolico egiziano o mais tostato.
- Ceviche di gamberetti: Tipico della regione di Arequipa.
- Ceviche di polpo: La preparazione è simile al ceviche di pesce, ma bisogna che il polpo sia tenero, per cui è necessario passarlo nell'acqua bollente per ammorbidirne le carni.
- Chinguirito: Si prepara con il pesce chitarra essiccato e condendolo con il limone ed il leche de tigre.
- Ceviche ai funghi: È popolare nei ristoranti di buon livello a Lima e si prepara con la carne di maiale.
- Ceviche de chochos: Si prepara a base di lupino (tarwi), un prodotto originario delle Ande. È anche conosciuto come "ceviche di Anchash" o "ceviche al peperoncino".[4]
- Ceviche con testicoli di animale: Tipico della regione di Cajamarca, si prepara con i testicoli di montone giovane.

##### Ricette derivate
- Tiradito: È una variante del ceviche di pesce. La differenza sta nelle fette di carne, tagliate molto sottili, tipo carpaccio o sashimi. La preparazione è molto semplice: privo di cipolla, si unisce crema di peperoncino rosso o rocoto. In altri casi si aggiunge salsa di olive e aglio. Lo si accompagna con semi di mais cotti o interi, il chifle o mais tostato (canchita).
- Latte di tigre, latte di suora e latte di pantera: Sono ricette basate sul liquido risultante dalla preparazione del ceviche stesso. Il latte di tigre si prepara con il ceviche di carne bianca, il latte di pantera è a base di ceviche di pesce e di conchiglia nera, il latte di suora si ottiene dal ceviche di frutti di mare. Si servono puri o mescolati con cubetti di pesce, frutti di mare e mais tostato.

##### Bevande
Le bevande tipiche usate per accompagnare il ceviche sono: la chicha de jora, la birra scura o un'inca kola. È diffuso tra la popolazione accompagnarlo con una birra freddissima.

##### Accompagnamento
Le guarnizioni variano da regione a regione. In Lima, Chimbote e Trujillo lo si accompagna comunemente con choclo, il mais tostato, e la patata dolce, lo yuyo o Chondracanthus chamissoi, e foglie di lattuga. Ma al nord, in Tumbes, Piura e Chiclayo si vuole accompagnarlo con dolico egiziano purpureo (o lablab) e anche con il chifle, una banana tagliata a fette sottili. A volte si vuole includere la manioca bollente, ma questo è più comune nelle zone amazzoniche. In Sullana lo si accompagna con gallette all'acqua.

#### Impatto socio culturale
Il piatto con questo nome in Perù fu dichiarato Patrimonio Culturale della Nazione, in base ad un supremo decreto dell'Istituto Nazionale della Cultura, pubblicato nella gazzetta ufficiale "El Peruano" nell'anno 2004, considerandolo storicamente uno dei piatti principali di questo paese.
A seguito della risoluzione ministeriale 708/2008 del Ministero della Produzione della Repubblica del Perù, pubblicata il 18 settembre 2008 nella gazzetta ufficiale El Peruano, si dichiara il 28 giugno del corrente anno il Giorno del Ceviche a riferimento nazionale.
Nel dicembre dell'anno 2008, nel porto di Callao si è preparato il ceviche più grande del mondo, impiegando sette tonnellate di pesce, tre tonnellate di limone, due tonnellate di cipolla, 200 kg di sale e un'uguale quantità di limone e peperoncino.
Da un sondaggio effettuato presso l'opinione pubblica peruviana si è riconosciuto che il ceviche è il piatto più rappresentativo della sua gastronomia, molto più di altri piatti.

### In Messico
In Messico i piatti con il nome di ceviche sono simili alla ricetta base peruviana. In generale si utilizza pesce di carne bianca, marinandolo nel succo di limone. Si serve freddo o a temperatura ambiente; alcune varietà sono per esempio il ceviche di Acapulco, il ceviche di Jalisco con pesce sminuzzato o carne frullata, e il ceviche di Sinaloa con pezzi di pesce di 2–5 mm. Recentemente i messicani utilizzano anche il limone e il peperoncino, il capsicum verde varietà serrano. Alcune ricette includono anche: pomodoro, cipolla, coriandolo o prezzemolo e a volte anche pepe e avocado tagliato a fette.
In questo paese è comune incontrare ceviche di polpo, di gamberi di mare e di fiume. Si consumano nella zona costiera degli stati del Pacifico: Sonora, Sinaloa, Baja California, Nayarit e Jalisco. In Messico il ceviche si gusta generalmente con mais tostato, con gallette salate o con dei cocktail, accompagnato con totopos. A questi ingredienti si può aggiungere ketchup o salsa di soia o della salsa piccante. Il ceviche in Messico si serve come piatto principale a base di frutti di mare, come aperitivo o come snack di accompagnamento.

### In Ecuador

#### Tipi

##### Ceviche di gamberi ecuadoriano
In Ecuador questa ricetta si serve in una fondina o in una tazza. Il ceviche più comune è il ceviche o cebiche di gamberi. Si prepara con gamberi lessi, succo di limone, di arancia, mostarda, salsa di pomodoro, coriandolo, pepe, cipolla, paita piccante, addizionando o prescindendo dal succo di arancia o dalla salsa di pomodoro. Si accompagna con mais tostato, chifles o pane francese.

##### Ceviche di conchiglia ecuadoriano
Anche il ceviche di conchiglia è molto popolare e la sua preparazione è semplice. Si aprono le conchiglie nere ancora vive e si fa uscire il liquido in una tazza o in un recipiente. Le conchiglie poi si mettono su di un piatto e si accompagna il tutto con un velo d'olio, mostarda, succo di limone, molta cipolla, coriandolo piccante e mais tostato; se si desidera si possono aggiungere salsa di pomodoro o ketchup.

##### Ceviche di pesce, polpo, calamari, aragosta e di granchio
Per il ceviche di pesce, di polpo e di calamari si utilizza lo stesso procedimento utilizzato per preparare il ceviche di gamberi, solo con pesce, polpo e calamari cucinati. Il metodo tradizionale di preparazione del ceviche di pesce prevede l'uso della carne di squalo o di pesce sierra, tagliato a cubetti di circa 1,27 cm, che si devono marinare (cuocere) in succo di limone per diverse ore. Questo liquido si scurisce, quindi si scarta e si aggiunge acqua fredda, si strizza il pesce e si aggrega con succo di limone. Dopo diverse ore si strizza ancora e si risciacqua e si aggiunge salsa di cipolla colorata con anelli di mare in succo di limone e sale, ed infine foglie di coriandolo tritate.
Il ceviche di pesce crudo, in generale si prepara con merlango, però si può usare qualsiasi altro pesce come la tilapia. Prima di tutto si marina il pesce nel succo di diversi limoni verdi. È necessario farlo riposare per almeno un'ora. La carne di pesce così diventa più bianca. Si aggiunge poi un po' di cipolla colorata, peperone verde e coriandolo. 
Dopo aver forato la cipolla è necessario lavarla con limone e sale e pulirla dall'eccesso di liquido in modo che non rimanga acida.
Mescolare poi tutti gli ingredienti, unire sale e pepe e assaggiare. Si suole aggregare molto limone a seconda dei propri gusti. Si accompagna con mais tostato o pop corn.
Per il cebiche di pata de mula, un tipo di ostrica gigante, la preparazione è identica del pesce crudo, però varia, in quanto si deve mettere l'ostrica a cuocere al vapore finché non si apre un poco. L'ostrica gigante va servita su di un piatto con un po' di sale.

### In Cile
In Cile il ceviche è un piatto abituale della gastronomia cilena, soprattutto nella parte nord del paese, presso gli antichi abitanti di Arica che hanno antenati peruviani. Uno dei tipi più comuni è il ceviche di spigola, di corvina, di pesce castagna (reineta).
Attorno al 1997 il ceviche gustato nella zona centrale del Cile era preparato con pesce sminuzzato e cubetti di cipolla, il tutto macerato nel limone per qualche ora. L'influenza dell'immigrazione peruviana ha aumentato il suo consumo, introducendo l'uso di grossi pezzi di pesce, cipolla tagliata sottile, e macerato nel limone per qualche minuto.

### In Costa Rica
In Costa Rica il piatto include pesce marinato con succo di limone, sale, pepe nero, cipolla e aglio tagliati sottili. Si è soliti servirlo in un piatto con una foglia di lattuga, e gallette, come in Messico. I condimenti più popolari sono salsa di pomodoro, maionese o tabasco. Il pesce tipico è la spigola o la lampuga; possono essere utilizzati anche lo squalo, il marlin, la tilapia. Anche in questo paese il ceviche si può anche preparare con il polpo, le ostriche, le cozze, i gamberi, l'Anadara grandis.